# Санги
Санги (яп. 参議, さんぎ) — императорский советник в Японии.
1. Должность в Высшем Государственном Совете, Императорском правительстве Японской империи. Младше Старшего советника (дайнагон) и Среднего советника (тюнагон). Предоставлялась чиновникам 3—4 ранга. Упразднена в 1868 году.
2. Должность учреждена в 1869 году при Высшем Государственном Совете, Императорском правительстве периода реставрации Мэйдзи. Лица, которые занимали её, были вторыми по значению высокопоставленными лицами в государстве после правого и левого министра. Вместе с этими министрами они определяли основной политический, экономический и социальный курс Японии. Ликвидирована в 1885 году в связи с заменой Высшего Государственного Совета Кабинетом министров Японии.

## Санги 1869—1885 годов
- Гото Сёдзиро
- Это Симпэй
- Иноуэ Каору
- Итагаки Тайсукэ
- Итидзи Масахару
- Ито Хиробуми
- Кавамура Сумиёси
- Кацу Кайсю
- Кидо Такаёси
- Курода Киётака
- Мацуката Масаёси
- Маэбара Иссэй
- Оки Такато
- Окубо Тосимити
- Окума Сигэнобу
- Ояма Ивао
- Сайго Такамори
- Сайго Цугумити
- Сайто Тосиюки
- Сакаки Такаюки
- Соэдзима Танэоми
- Тэрасима Мунэнори
- Фукуока Такатика
- Ямагата Аритомо
- Ямада Акиёси